# Richard Stone
Sir John Richard Nicholas Stone (født 30. august 1913, død 6. december 1991) var en fremtrædende britisk økonom som i 1984 modtog Nobelprisen i økonomi for at udvikle en bogholderimodel der kan bruges til at følge økonomiske aktiviteter på national, og senere, på international skala. Han er noglegange kendt som faderen til national indkomstbogholderi.